# Augustibuller 2001
Augustibuller 2001 var den sjätte upplagan av musikfestivalen Augustibuller. Den hade 40 spelande band och besökarantalet låg på 2 800 personer. Detta var första året som festivalen tog inträde, priset för en biljett var 100 kronor.

## Bandlista
| - Bad Cash Quartet - Blaster Master - Blister - Bombshell Rocks - C.D.O.A.S.S. - Canis Lupus - Charta 77 - Cobolt - Dechas - Down and Away - Edison - Headplate - Hell on Wheels - Joelbitar | - Kapten Kermit - Kevlar - Kling - K-Pist - Köttgrottorna - Loosegoats - Lundberg & Dellamorte - Monotypes - Mustasch - Path of No Return - Randy - Relentless - Roadhouse Tatoos | - Rövsvett - Section 8 - Spoiler - The Cigarres - The Mopeds - The Peepshows - The Repeaters - Thee Ultra Bimboos - Troublemakers - USCB Allstars - Wyrd - Yellow Fever - Yvonne |

### Inställda band
- Raised Fist